# Regressionstestning
Regressionstestning är en metod inom programvarutestning som går ut på att testa hela eller delar av ett system, efter att en ny funktionalitet har införts. Detta för att säkerställa att systemet fungerar som tidigare och att inte nya problem har uppstått som följd av ändringar som till exempel buggfixar, omstrukturering eller implementation av ny eller utökad funktionalitet. Eftersom regressionstester är ämnade att exekvera relativt ofta är de vanligtvis mål för automatiseringsarbete.